# Ataúlfo Sánchez
Ataúlfo Sánchez (* 16. März 1934; † 3. Februar 2015 in Zárate), auch bekannt unter dem Spitznamen Rey del Arco (König des Tors), war ein argentinischer Fußballspieler auf der Position des Torwarts.

## Laufbahn
Sánchez begann seine fußballerische Laufbahn bei seinem Heimatverein Defensores Unidos de Zárate.
Zwischen 1957 und 1961 stand er beim Racing Club unter Vertrag, mit dem er zweimal die argentinische Fußballmeisterschaft gewann.
1962 wechselte Sánchez nach Mexiko zum Club América, mit dem er in zwei aufeinanderfolgenden Jahren den mexikanischen Pokalwettbewerb (1964 und 1965) und wiederum ein Jahr später (1966) die mexikanische Fußballmeisterschaft gewann.
Nach dem Ende seiner aktiven Laufbahn trainierte er 1970 vorübergehend den Racing Club.

## Erfolge
- Argentinischer Meister: 1958, 1961
- Mexikanischer Meister: 1966
- Mexikanischer Pokalsieger: 1964, 1965